# Малая Казакбаева
Малая Казакбаева — деревня в Кунашакском районе Челябинской области. Входит в состав Халитовского сельского поселения. 

## География
Расположена в северной части района, в урочище на берегу реки Караболки. Расстояние до районного центра, Кунашака, 33 км.

## Особенности
В урочище сохранились остатки древнего укрепления поселения, которые обнаружились в результате археологических раскопок в 1957 года.

## Население
| 2002 | 2010 |
| ---- | ---- |
| 118  | ↗151 |

(в 1995 — 94)

## Улицы
- Береговая улица
- Тюляковская улица